# Linezers (Rīga)
Le lac Linezers ou Linu ezers est un lac dans le voisinage de Mežciems dans la banlieue de Vidzeme à Riga en Lettonie.

## Description
Le lac Linezers ou lac Linu est situé dans la forêt de Biķernieki, dans la dépression entre les dunes.
Situé au milieu des dunes intérieures avec une eau douce et propre alimenté uniquement les précipitations et le captage des eaux souterraines. Les rivages sont plats. 
Le lac est un lieu de baignade.
La piste de moto de Biķernieki a été construite autour du lac dans les années 1960.